# Alta Semita

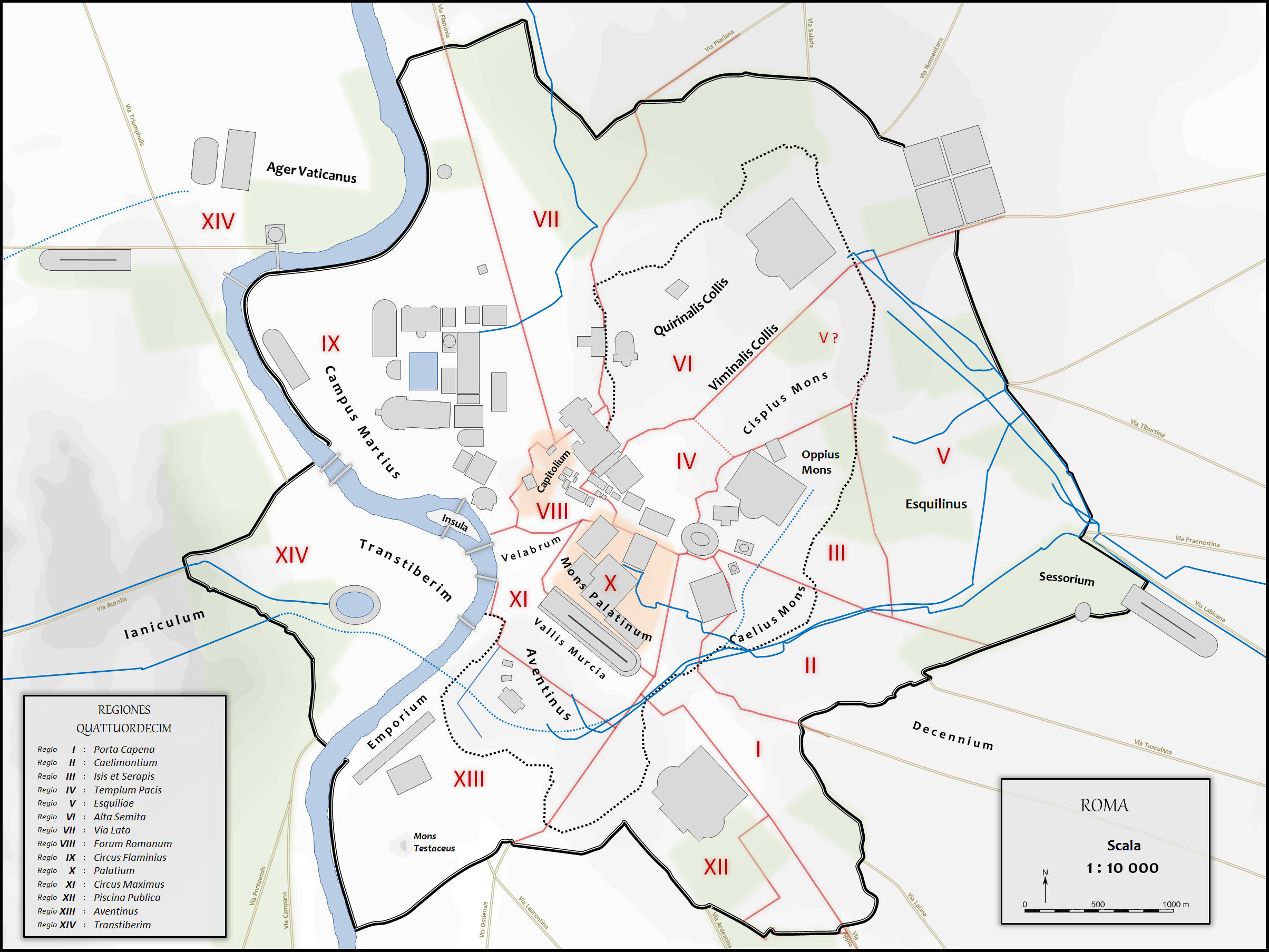
Plano da Roma augustana

Alta Semita (lit. "Passo Alto") foi uma rua da Roma Antiga que deu seu nome a Região VI, uma das 14 regiões da Roma augustana. Ela trouxe tráfico à Roma através da Via Salária que existiu desde tempos pre-históricos. A antiguidade da via é também sugerida pelo termo semita, uma palavra latina que geralmente significou "atalho" e não era usada para designar as vias romanas. Seu percurso provavelmente coincide com as modernas Via del Quirinale e Via XX Settembre, na crista do Monte Quirinal, criando uma rota reta a sudoeste da Porta Colina na Muralha Serviana ao grande templo do reinado de Adriano (r. 117–138) situado sobre o Monte Salutar. Provavelmente conectou-se ao Vico Jugário.
Pode ser possível que a via chamada Alta Semita na República Romana não era conhecida pelo mesmo nome durante o Império Romano. Os Catálogos Regionais nomeiam a Região VI como Alta Semita, em homenagem a via. Esta região localizava-se entre os fóruns imperiais e as fronteiras oriental e noroeste das Regiões VII e IV respectivamente. Ela incluiu os Montes Viminal e Quirinal, o vale entre e Quirinal e o Pinciano e a encosta inferior do último. O Templo da Família Flaviana (Templum Gentis Flaviae) estava localizado em Alta Semita, segundo um catálogo regional.